# Stanysziwka (obwód żytomierski)
Stanysziwka (ukr. Станишівка) – wieś na Ukrainie, w obwodzie żytomierskim, w rejonie żytomierskim, siedziba hromady. W 2001 liczyła 2058 mieszkańców, spośród których 1906 wskazało jako ojczysty język ukraiński, 138 rosyjski, 2 mołdawski, 3 białoruski, 1 ormiański, 1 gagauski, 6 polski, a 1 inny.